# Pierre Bouckaert
Pour les articles homonymes, voir Bouckaert.
Pierre Bouckaert, né le 27 juillet 1914 à Schaerbeek (Bruxelles) et décédé le 13 novembre 1992, était un prêtre jésuite belge, missionnaire au Congo. Il fut le premier évêque de Popokabaka de 1961 à 1979.

## Éléments de biographie
Pierre Bouckaert entre chez les Jésuites et y est ordonné prêtre le 24 juillet 1946. 
Bouckaert est le recteur du grand séminaire de Mayidi lorsqu’il apprend qu’il a été nommé (24 juin 1961) par le pape Jean XXIII premier évêque du nouveau diocèse de Popokabaka, au Congo. Le 8 octobre de la même année il reçoit la consécration épiscopale des mains du nonce apostolique au Congo, Mgr Gastone Mojaisky-Perrelli, assisté de Mgr André Lefèbvre, évêque de Kikwit, et  de Mgr Joseph Malula, alors évêque auxiliaire à Léopoldville (Kinshasa).
Exactement un an plus tard, en octobre 1962, Bouckaert est à Rome pour l’ouverture du concile œcuménique Vatican II. Le jeune évêque missionnaire participe aux quatre sessions du concile (1962-1965).
Estimant que les difficultés socio-politiques que traversait le pays demandaient la présence d'un évêque congolais à la tête du diocèse Mgr Bouckaert démissionne de son siège de Popokabaka le 1er décembre 1979. Il meurt le 13 novembre 1992, en Belgique.